# 2024年達拉斯—沃斯堡影評人協會獎
第30屆達拉斯—沃斯堡影評人協會獎（The 30th Dallas-Fort Worth Film Critics Association Awards）是達拉斯—沃斯堡影評人協會以茲獎勵2024年電影的獎項，於2024年12月18日宣布得獎者。投票成員為25名於北德克薩斯州任職的廣播、印刷與網路記者，最佳影片最終由《阿诺拉》奪得。

## 提名與獲獎名單
- 最佳影片

1. 《阿诺拉》
2. 《粗獷派建築師》
3. 《教宗選戰》
4. 《沙丘：第二部》
5. 《巴布狄倫：搖滾詩人》
6. 《懼裂》
7. 《魔法壞女巫》
8. 《五分钱男孩》
9. 《跳痛之旅》
10. 《监狱剧院》

- 最佳男主角

1. 《教宗選戰》雷夫·范恩斯
2. 《粗獷派建築師》阿德里安·布罗迪
3. 《巴布狄倫：搖滾詩人》提摩西·夏勒梅
4. 《监狱剧院》柯爾曼·多明戈
5. 《異教詭屋》休·葛蘭

- 最佳女主角

1. 《阿诺拉》麥琪·麥迪遜
2. 《懼裂》黛米·摩尔
3. 《毒王女人夢》卡拉·索菲亞·賈斯康
4. 《瑪麗亞》安吉丽娜·朱莉

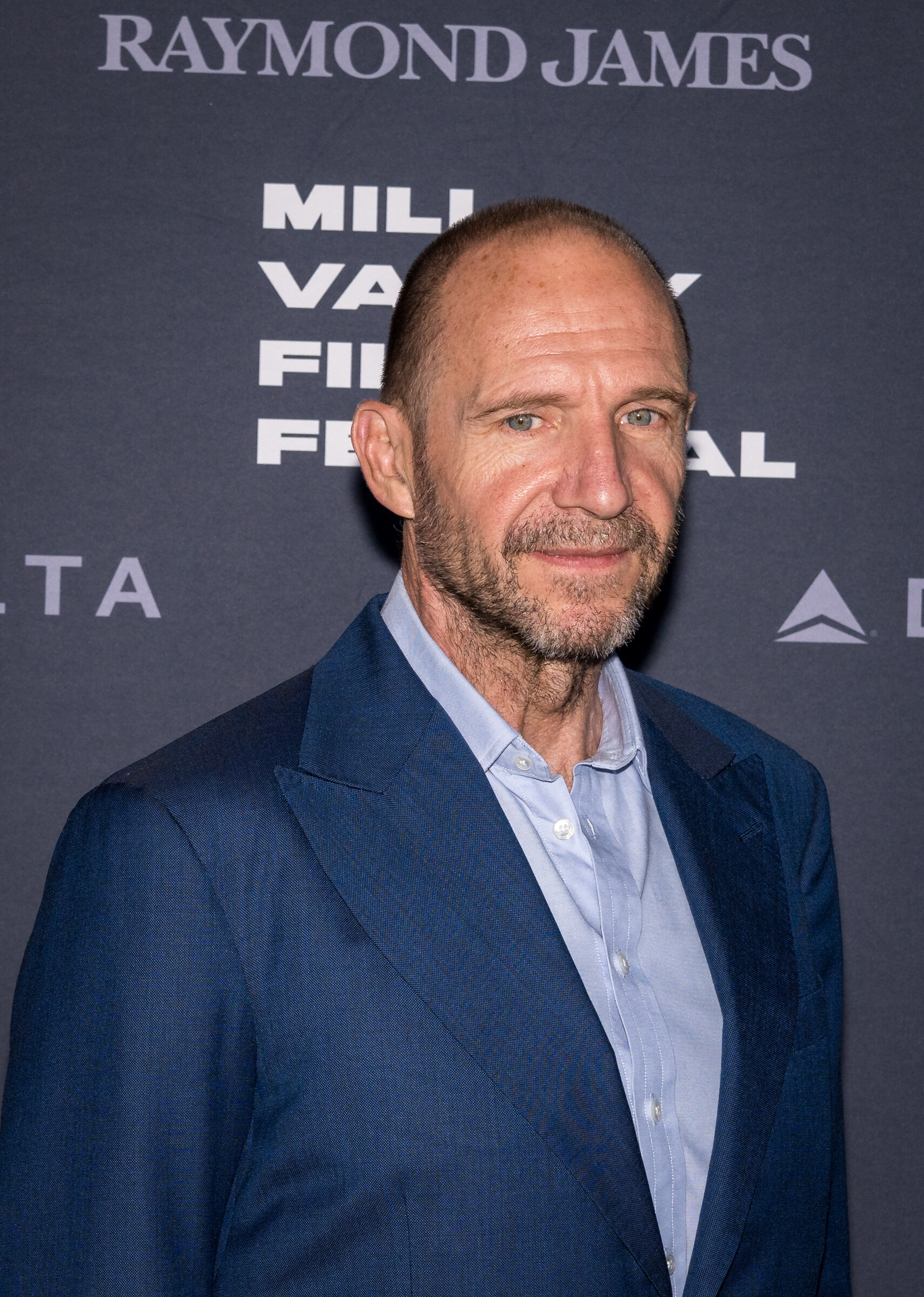
最佳男主角：雷夫·范恩斯

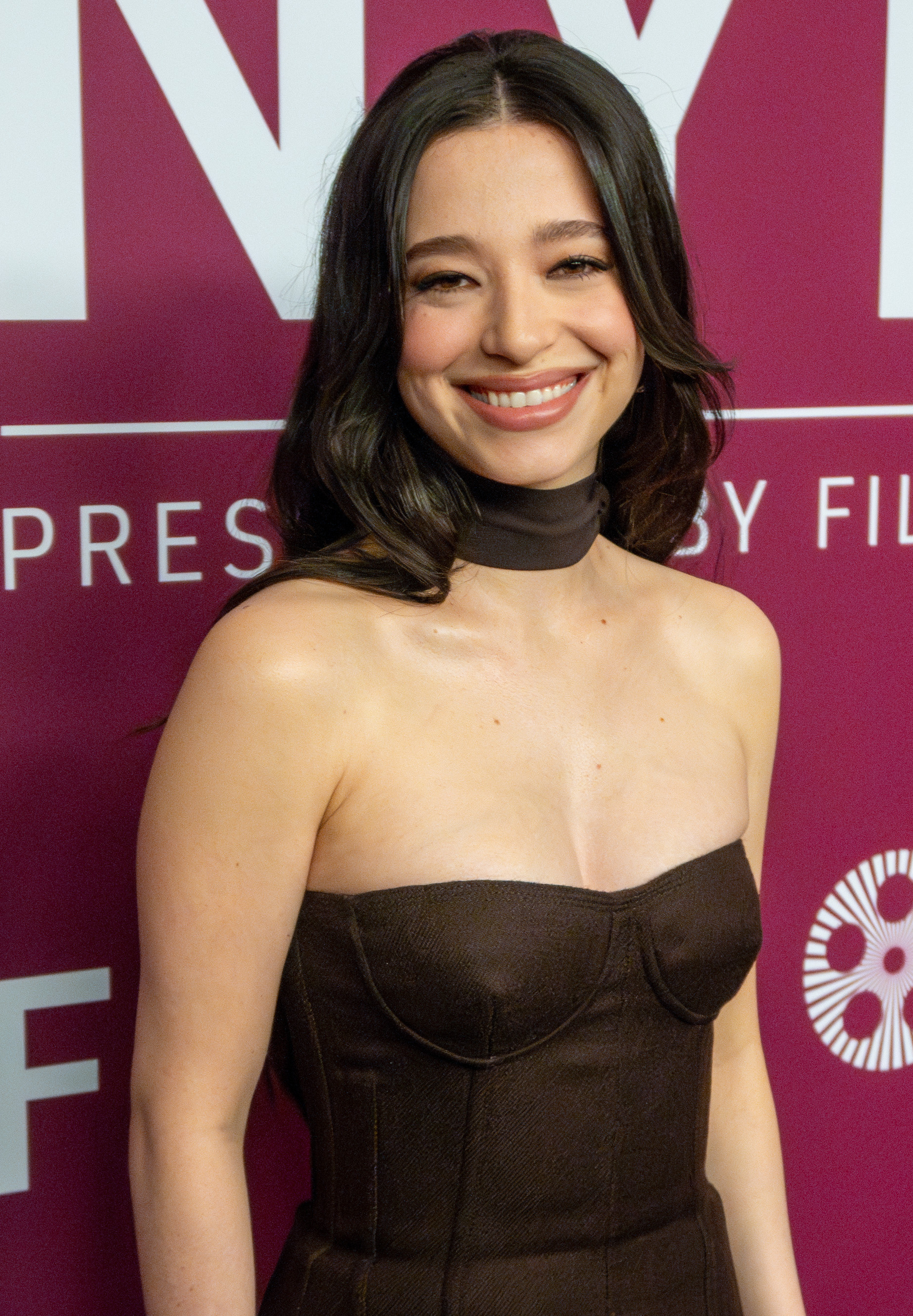
最佳女主角：麥琪·麥迪遜

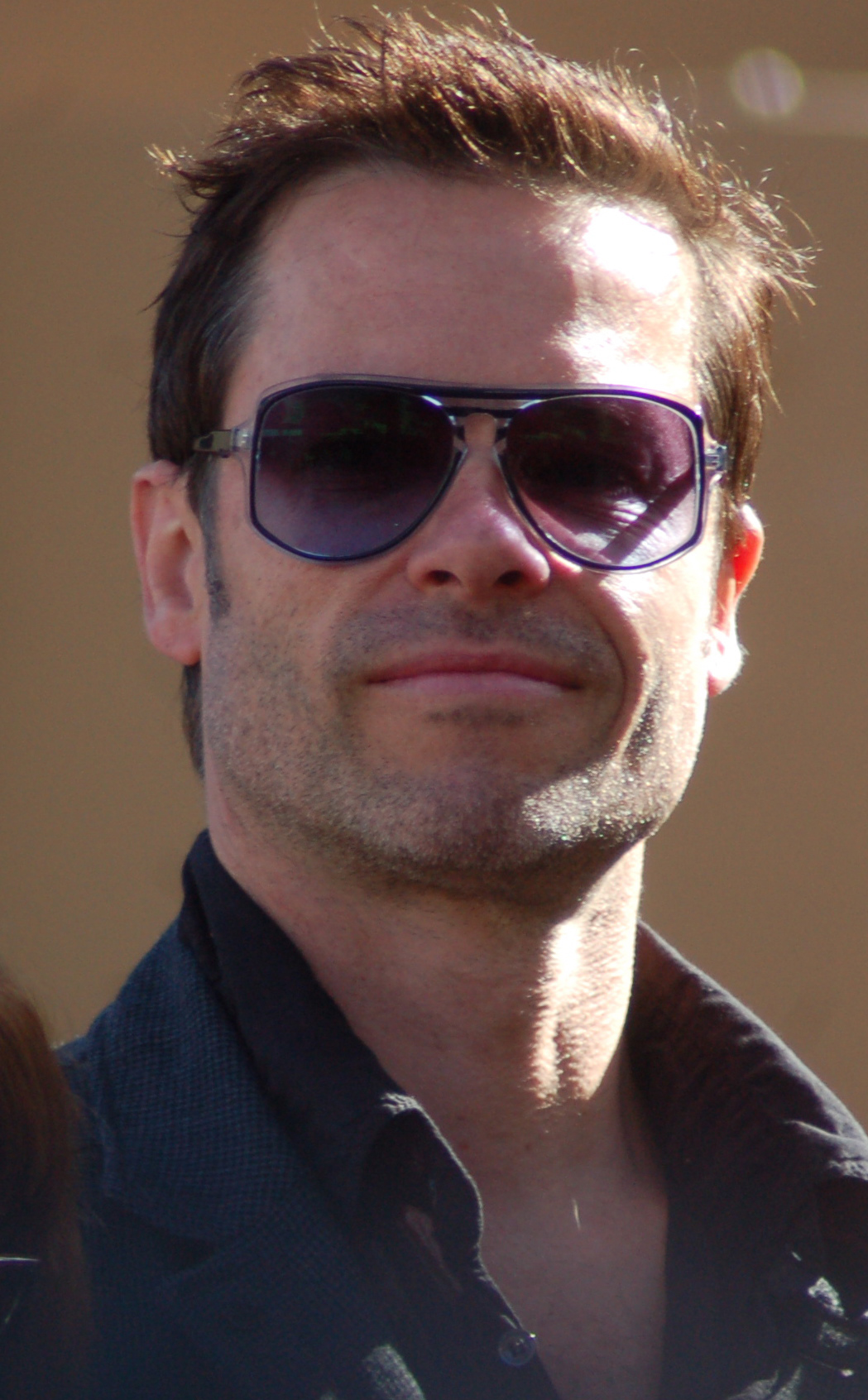
最佳男配角：蓋·皮爾斯

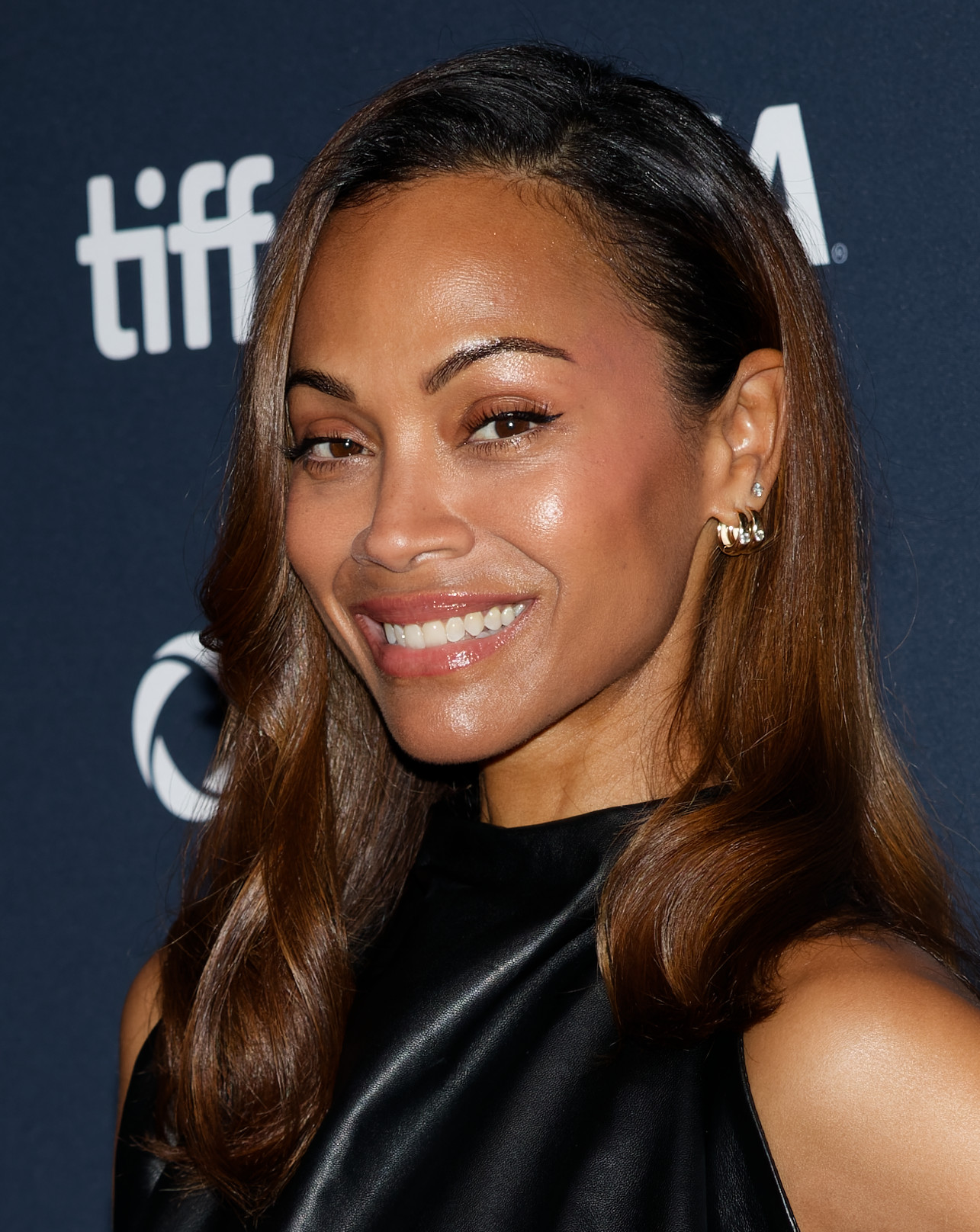
最佳女配角：佐伊·索尔达娜

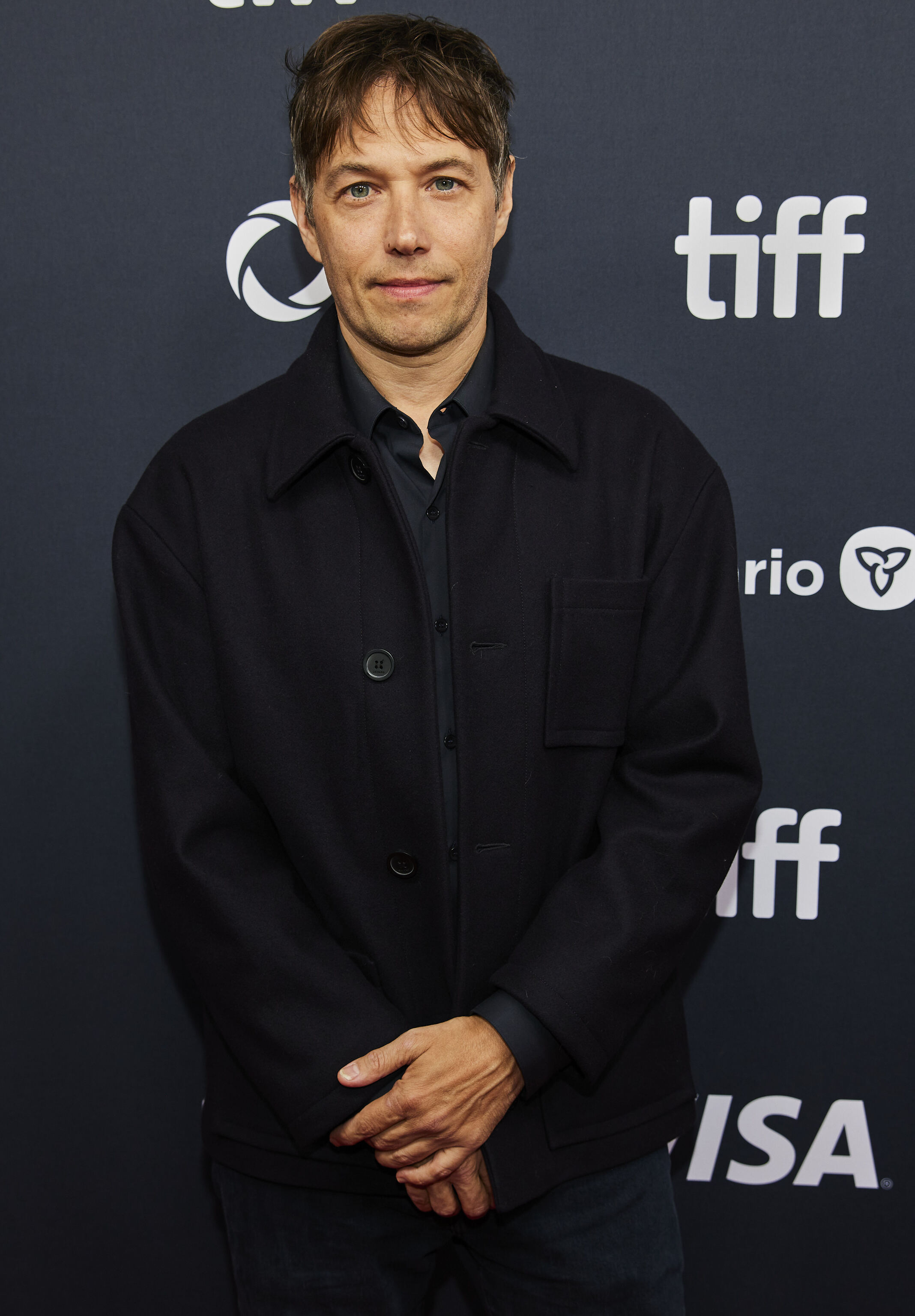
最佳導演：西恩·貝克

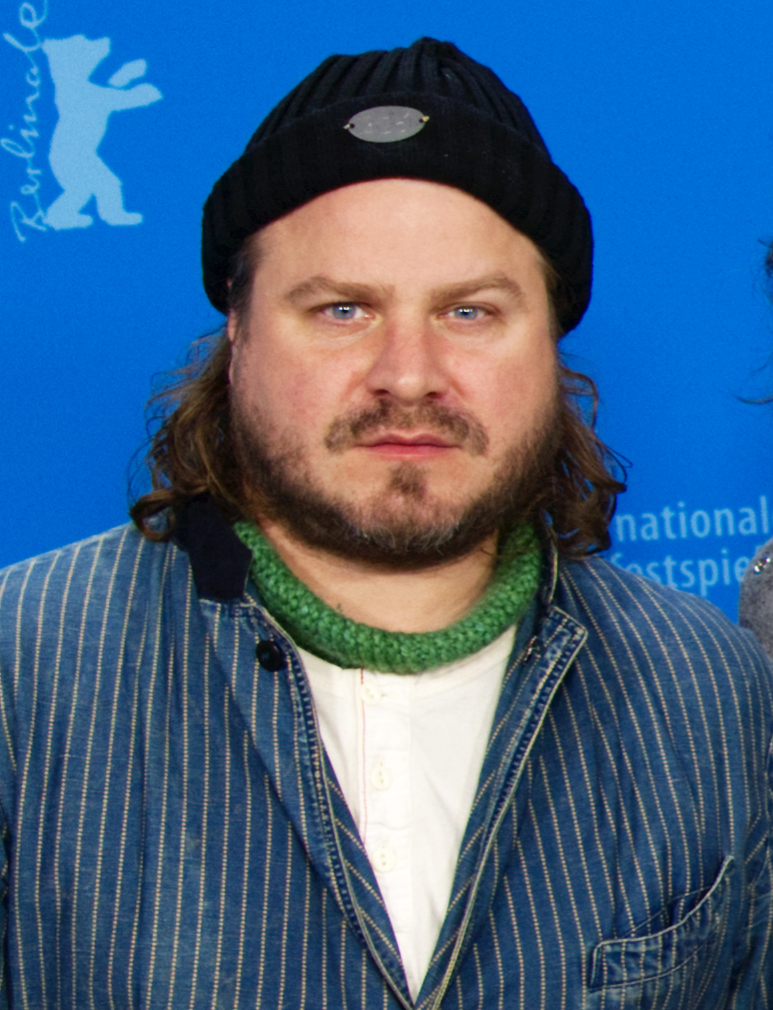
最佳劇本：布拉迪·科貝特

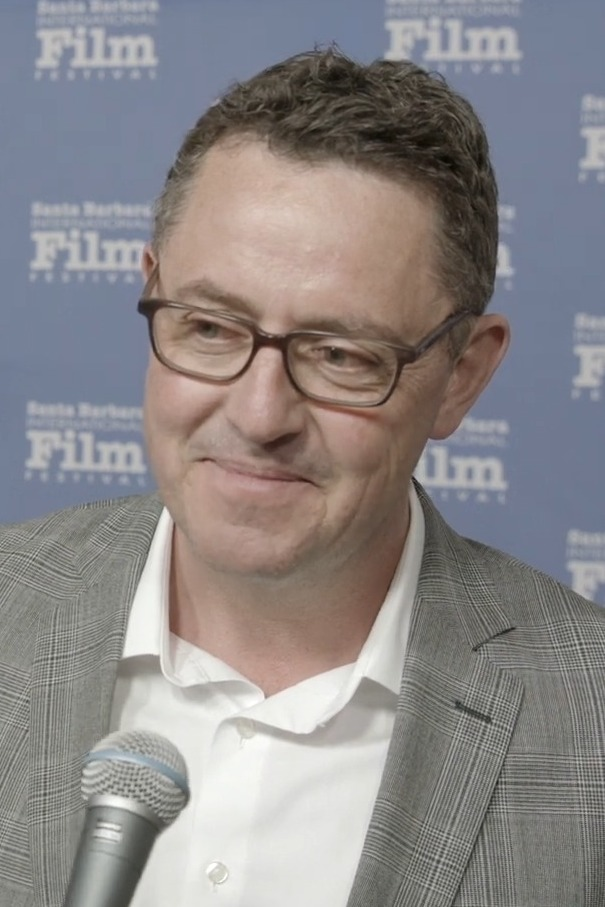
最佳攝影：格雷格·弗萊瑟

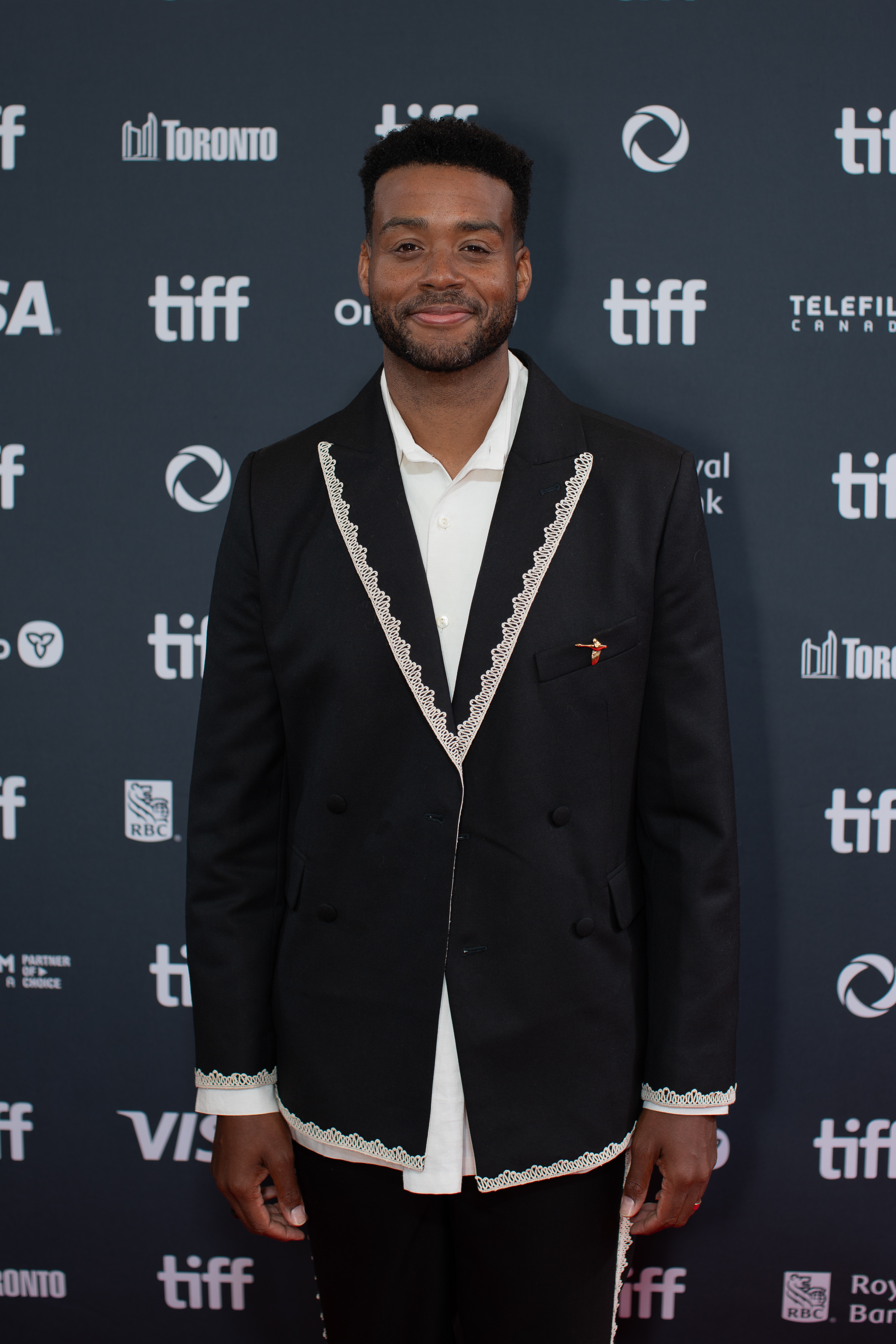
最佳配樂：克里斯·鮑爾斯

5. 《残酷真相（英语：Hard Truths）》瑪麗安·吉恩-巴普迪斯特（英语：Marianne Jean-Baptiste）

《小心肝儿》妮可·基嫚
- 最佳男配角

1. 《粗獷派建築師》蓋·皮爾斯
2. 《跳痛之旅》基倫·克金
3. 《巴布狄倫：搖滾詩人》爱德华·诺顿
4. 《神鬼戰士II》丹泽尔·华盛顿
5. 《监狱剧院》克拉倫斯·麥克林（英语：Clarence Maclin）

- 最佳女配角

1. 《毒王女人夢》佐伊·索尔达娜
2. 《懼裂》瑪格麗特·庫利
3. 《魔法壞女巫》爱莉安娜·格兰德
4. 《鋼琴課》丹妮爾·戴德維勒
5. 《巴布狄倫：搖滾詩人》莫妮卡·巴巴羅

- 最佳導演

1. 《阿诺拉》西恩·貝克
2. 《粗獷派建築師》布拉迪·科貝特
3. 《沙丘：第二部》丹尼斯·维勒弗
4. 《懼裂》柯洛里·法吉特
5. 《五分钱男孩》拉梅爾·羅斯（英语：RaMell Ross）

- 最佳外語片

1. 《神圣无花果之种》
2. 《毒王女人夢》
3. 《你是我眼中的那道光》
4. 《我仍在此》
5. 《嘻蓋骨男孩（英语：Kneecap (film)）》

- 最佳紀錄片

1. 《加拿大原住民之殤（英语：Sugarcane (film)）》
2. 《在鐵窗後起舞：跨越刑獄親情紀實（英语：Daughters (2024 film)）》
3. 《威爾與哈珀：老友公路遊（英语：Will & Harper）》
4. 《超／人: 克里斯多夫·李維傳奇故事（英语：Super/Man: The Christopher Reeve Story）》
5. 《達荷美：祖靈回家》

- 最佳動畫片
  - 《荒野機器人》
    - 亞軍：《貓貓的奇幻漂流》

- 最佳劇本
  - 《粗獷派建築師》布拉迪·科貝特、莫娜·費斯沃德（英语：Mona Fastvold）
    - 亞軍：《阿诺拉》西恩·貝克

- 最佳攝影
  - 《沙丘：第二部》格雷格·弗萊瑟
    - 亞軍：《粗獷派建築師》洛爾·克勞利（英语：Lol Crawley）

- 最佳配樂
  - 《荒野機器人》克里斯·鮑爾斯（英语：Kris Bowers）
    - 亞軍：《挑戰者》特倫特·雷澤諾、阿提克斯·羅斯

- 羅素·史密斯獎[註 1]
  - 《神圣无花果之种》

## 外部連結
- 官方网站